# شرکت فیلم‌سازی فیمس پلیرز
شرکت فیلم‌سازی فیمس پلیرز (انگلیسی: Famous Players Film Company) یک شرکت فیلم‌سازی در هالیوود، لس‌آنجلس، ایالات متحده آمریکا بوده است.
این شرکت که در تاریخ ۸ مه ۱۹۱۲ تأسیس شده و در سال ۱۹۱۶ منحل شده در زمینه ساخت فیلم‌های سینمایی فعالیت میکرده است.

## فیلم‌شناسی
- یک شهروند آمریکایی
- آخرین دلار او
- خواهر بزرگتر
- در اولین نگاه
- زندانی زندا
- هفده
- آمازون‌ها
- دیکتاتور
- رولینگ استونز
- سفیدبرفی
- سیندرلا
- شاهزاده و گدا
- گرتنا گرین
- موش و آدم
- حکومت اشرافی
- بوته چینی
- بوسه
- عنکبوت